# Josep Soler i Sardà
Josep Soler i Sardà (Villafranca del Panadés, Barcelona; 25 de marzo de 1935 - 9 de octubre de 2022) fue un compositor, escritor, pensador y teórico de la música española
, considerado uno de los autores más importantes de la música contemporánea en España y figura fundamental de la Generación del 51. Junto a su ingente obra musical, destaca una profunda y continua labor ensayística sobre problemas de musicología, estética y pensamiento. Desde 1982 pertenecía a la Real Academia Catalana de Bellas Artes de San Jorge. Fue director honorífico del Conservatorio Profesional de Música de Badalona.

## Biografía y estética
Josep Soler hizo su primera formación en Vilafranca -hasta el Bachillerato- en el seno de una familia burguesa dedicada al negocio de la industria harinera. Sin embargo, manifestó una fuerte vocación artística desde la primera niñez hacia la composición. 
Se inició en los estudios musicales de la mano de Rosa Lara en su ciudad natal, para posteriormente (en 1960) desplazarse a París y estudiar con  René Leibowitz, alumno de Arnold Schoenberg, Anton Webern y Maurice Ravel. Su maestro principal, no obstante, será Cristòfor Taltabull, quien fue discípulo de Felipe Pedrell y de Max Reger en Múnich. 
Pionero de la escuela expresionista en Cataluña, su música mantiene una profunda filiación ideológica con el universo estético germano-vienés y la Segunda Escuela de Viena, especialmente con la obra de Arnold Schoenberg y Alban Berg. Tras una primera etapa dodecafónica, el lenguaje armónico de Soler desde mediados de los años setenta se basa en un uso personal del acorde de Tristán e Isolda de Richard Wagner, de quien recibe por otro lado gran influencia estética, especialmente respecto a su concepción de la obra dramática.  
Su pensamiento estético parte de una hermenéutica especialmente centrada en Parménides, Platón, la teología negativa, Spinoza, el idealismo alemán y el segundo Heidegger a la luz de los conceptos principales de la matemática y la física teórica del siglo XX, principalmente Einstein, Gödel y Roger Penrose. Paralelamente, su armazón teórico está acompañado de una labor exegética constante acerca del concepto de "predestinación" en los Evangelios y en textos del Islam.         
Soler ha desempeñado una intensa labor pedagógica, principalmente fuera de los ámbitos denominados "académicos", aunque posee una larga experiencia educativa desarrollada en el Conservatorio Municipal de Música de Barcelona y en el Conservatorio Profesional de Música de Badalona, el cual dirigió hasta junio de 2010. Entre los autores que han sido discípulos suyos o que en algún momento han trabajado con él cabe destacar los nombres de Benet Casablancas, Alejandro Civilotti, Albert Sardà, Armand Grèbol, María Teresa Pelegrí i Marimón y Agustí Charles, entre otros.   
En noviembre de 2013 rechazó la Medalla de Oro al mérito en las Bellas Artes, para manifestar su rechazo a la política cultural y educativa del gobierno del momento, del Partido Popular, al que acusó de «estar acabando con la cultura y la educación».
El fondo personal de Josep Soler se conserva en la Biblioteca de Cataluña.

## Obra musical
- 16 Óperas, entre ellas:
  - Oedipus et Iocasta (1972) con texto de Séneca. Estrenada en el Gran Teatro del Liceo en 1986 y antes (1974) interpretada como oratorio en el Palacio de la Música Catalana
  - Jesús de Nazaret (1974/2004)
  - Murillo (1989) Ópera de cámara con texto de Rainer Maria Rilke
  - Instrumentación y edición de Pepita Jiménez, de Isaac Albéniz
  - El mayor monstruo, los celos (1999) con texto de Calderón de la Barca
  - El jardín de las delicias (2004) con texto de Jacinto Verdaguer
- 8 sinfonías
- 3 conciertos para piano

- concierto para viola
- concierto para violoncelo
- concierto para violín
- concierto para percusión y orquesta
- Oratorios para coral, solistas y orquesta, como:
  - Pasio secundum Ioannem (1962)
  - Vespro della Beata Vergine (1989)
- Lieder, entre ellos el Mater Dolorosa (1991)
- Cantatas de cámara, como:
  - Passio Jesu-Christi (1968)
  - Mahler-Lieder (1992)
- 4 tríos de cuerda
- 2 tríos con piano
- 7 cuartetos de cuerda (1955/1995)
- 2 sonatas para violín
- 2 sonatas para viola
- 3 sonatas para violoncelo
- Concierto para clavicémbalo y 5 instrumentos (1969)
- Concierto de cámara para piano e instrumentos (1989).
- Abundante música para piano y órgano, entre la que destaca:
  - Preludio Coral y Tocatta (1958)
  - Libro de Órgano de Santa María de Vilafranca (1996)
  - 16 Sonatas para piano
  - 6 volúmenes de Harmonices mundi (I, IV, V i VI para piano; II i III para Órgano, 1977/1998)

- - Canción de cuna, para piano - CD "The little horses y otras canciones de cuna". Enrique Bernaldo de Quirós: Fundación Música Abierta, 2010

## Ensayos
- (1980) Fuga, técnica e historia

- (1982) La música (2 vol.)

- (1983) Victoria

- (1994) Escritos sobre música y dos poemas

- (1999) Otros escritos y poemas

- (1999) Tiempo y Música (en colaboración con Joan Cuscó)

- (2003) Nuevos escritos y poemas

- (2004) J.S. Bach. Una estructura del dolor

- (2006) Música y Ética

- (2011) Musica Enchiriadis

- (2014) Últimos escritos

- (2018) en el árbol del dios doliente

## Ediciones
- (1980) Pseudo-Dionisio Areopagita. Los nombres divinos y otros escritos. Libros del Innombrable, Zaragoza, 2007.
- (1993) Poesía y Teatro del Antiguo Egipto. Una selección (Selección, introducción, traducción y notas de Josep Soler). Etnos. Madrid, 1993.

El autor catalán ha recibido numerosas distinciones a lo largo de su vida, entre las que destacan: 

### Premios
- Premio "Opera de Montecarlo" (1964);
- Premio Ciudad de Barcelona (1962 y 1978);
- Premio de Composición "Óscar Esplà" (1982);
- Premio Nacional de Música de Cataluña (2001);
- Premio Nacional de la Música de España.[3] (2009);
- XI Premio Tomás Luis de Victoria.[4] (2011)
- Medalla de Oro al Mérito en las Bellas Artes.[5][6] (2012), rechazada.